# Schlagabraum

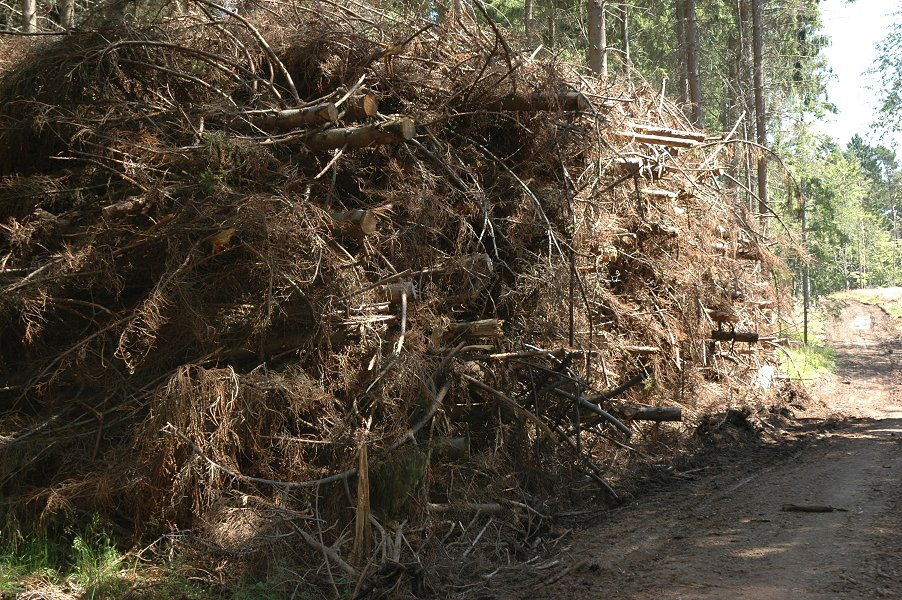
Für die Weiterverwertung an einer Forststraße abgelegter Schlagabraum

Schlagabraum (sprachlich ungenau auch Schlagraum) bezeichnet in der Forstwirtschaft nach der Holzernte (Holzeinschlag oder Rodung) auf der Schlagfläche zurückbleibende Baumreste und Biomasse-Reste, welche im Wald belassen oder abgeräumt und genutzt werden. Das im Schlagabraum enthaltene Restholz wird als Waldrestholz bezeichnet.
Schlagabraum und Waldrestholz werden oft fälschlicherweise gleichgesetzt.

## Zusammensetzung
Der Schlagabraum besteht aus Stockholz (Baumstümpfe), Nichtderbholz (Reisholz) sowie Wipfeln und Laub (Blätter, Nadeln), Zapfen, Rindenreste, X-Holz (nichtverwertbares Derbholz und minderwertige Stammteile, stockfaule Erdstämme sowie liegengelassene gefällte Bäume) und Schlagabfällen.
Der Schlagabraum entspricht bei Nadelholz 5–10 %, bei Laubholz 12–15 % des Gesamtertrags.

## Nutzung
Holz besteht chemisch überwiegend aus Kohlenstoff, Sauerstoff und Wasserstoff, die dank hoher Verfügbarkeit wenig Bedeutung als Pflanzennährstoffe besitzen. Der Hauptanteil der selteneren flächenverfügbaren Nährstoffe ist dagegen in Blättern und Nadeln gespeichert, die zur Vermeidung zu starker Nährstoffaustragung aus dem Wald unbedingt auf der Fläche verbleiben sollten. Daher werden die so genannte Voll- und Ganzbaumnutzung, die auch diese Reste verwertet, waldökologisch sehr kritisch betrachtet.